# Nora Steyaert
Nora Steyaert (Gent, 5 juni 1932 – Brasschaat, 11 maart 2020) was een Vlaamse televisiepresentatrice en -omroepster bij de publieke omroep BRT.

## Loopbaan
Steyaert begon haar carrière in 1953 bij de Nederlandstalige afdeling van het toenmalige NIR dat net met het uitzenden van televisieprogramma's gestart was. Samen met Paula Sémer en Terry Van Ginderen was Steyaert een van de eerste drie omroepsters.
Vanaf 1958 tot 1967 presenteerde Steyaert samen met Bob Boon jeugdprogramma's zoals Kijk uit en Tienerklanken. In 1966 presenteerde ze de televisieshow Eenmaal per jaar.

## Familie
Steyaert was de kleindochter van Karel Van Wijnendaele, de pionier van de Vlaamse sportjournalistiek. In 1956 trouwde ze met schrijver Aster Berkhof die, enkele maanden na haar, in september 2020  op 100-jarige leeftijd overleed. Samen hadden ze een zoon.